# Взрослые дети
«Взрослые дети» — советская комедия 1961 года режиссёра Виллена Азарова, снятая по сценарию Валентины Спириной на киностудии «Мосфильм».

## Сюжет
Анатолий Кузьмич Королёв (Алексей Грибов) уходит на пенсию. Он с женой, Татьяной Ивановной (Зоя Фёдорова), планируют, что теперь станут делать, чем заниматься. Их дочь Людмила (Лилиана Алёшникова) без предупреждения приводит в дом мужа Игоря (Александр Демьяненко). На вопрос, как они собираются жить, молодые отвечают, что снимут комнату на окраине Москвы, но потом соглашаются жить в комнате у родителей Люды. Молодожёны выносят из своей комнаты в комнату родителей картину, приобретённую ими 28 лет назад к новому 1930 году.
Людмила с мужем работают архитекторами. Проектирование нового микрорайона поручено бригаде, которую возглавляет Игорь. Молодёжь собирается у Королёвых младших и обсуждает мечты, перспективы и трудности нового строительства. Вскоре у молодых рождается ребёнок, которого решают воспитывать дома, не отдавая в ясли.

## В ролях
- Алексей Грибов — Анатолий Кузьмич Королёв
- Зоя Фёдорова — Татьяна Ивановна Королёва
- Лилиана Алёшникова — Люся Королёва
- Александр Демьяненко — Игорь Николаевич Виноградов
- Всеволод Санаев — Василий Васильевич, друг семьи
- Николай Граббе — милиционер
- Геннадий Бортников — влюблённый
- Марина Хатунцева — влюблённая
- Константин Худяков — молодой архитектор
- Александр Лебедев — архитектор
- Андрей Тутышкин — Борис Владимирович, архитектор

## Съёмочная группа
- Автор сценария — Валентина Спирина
- Режиссёр-постановщик — Виллен Азаров
- Режиссёры — В. Глазков, Аида Манасарова
- Операторы — Сергей Зайцев, Владимир Мейбом
- Композитор — Александр Флярковский
- Директор картины — Владимир Канторович
- Художник по костюмам: Валентин Перелётов